# The Giant Drop
The Giant Drop ist ein Freifallturm im Dreamworld Themenpark an der Gold Coast, Queensland, Australien. Das von Intamin hergestellte Fahrgeschäft wurde im Dezember 1998 zum bestehenden Dreamworld Tower hinzugefügt, in dem sich der Tower of Terror II befand. Vierzehn Jahre lang hielt The Giant Drop den Rekord für den höchsten  Freifallturm der Welt.
Der Giant Drop ist eine der sieben aufregenden Fahrgeschäfte von Dreamworld. Mit einer Höhe von 119 m und einer Höchstgeschwindigkeit von 135 km/h ist es sowohl das schnellste als auch das höchste Fahrgeschäft im Vergnügungspark auf der südlichen Hemisphäre.
Die Fahrt steht unter dem Motto einer Bohrinsel von „The Giant Oil Company“. Rund um das Fahrgeschäft sind viele Teile von Ölmaschinen aufgestellt.
Von 2003 bis 2004 wurde die Fahrt zu Beginn der Titelsequenz der Reality-Show Big Brother (australische Fernsehserie) dargestellt, da die Produktion von 2001 bis 2008 und von 2012 bis 2014 bei Dreamworld gedreht wurde.